# Khagrachari (upazila)
Pour les articles homonymes, voir Khagrachari (homonymie).
Khagrachari (aussi Khagrachhari, en bengali : খাগড়াছড়ি) est une upazila du Bangladesh dans le district de Khagrachari. En 1991, on y dénombrait 61 306 habitants.